# Gigruderboot

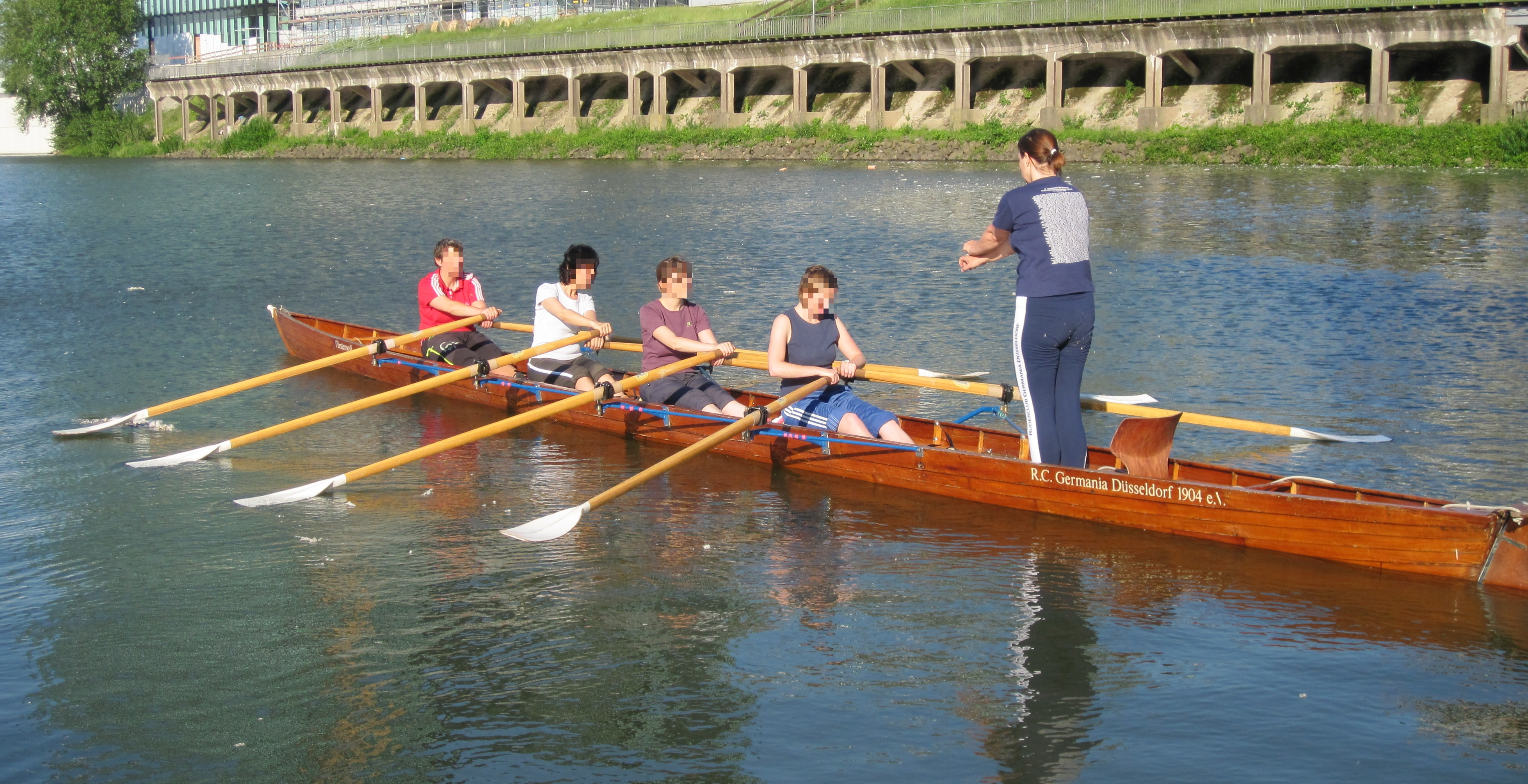
Gigruderboot (Vierer mit Steuermann) aus Holz in Plankenbauweise (Typ B) bei der Ruderausbildung im Düsseldorfer Hafen

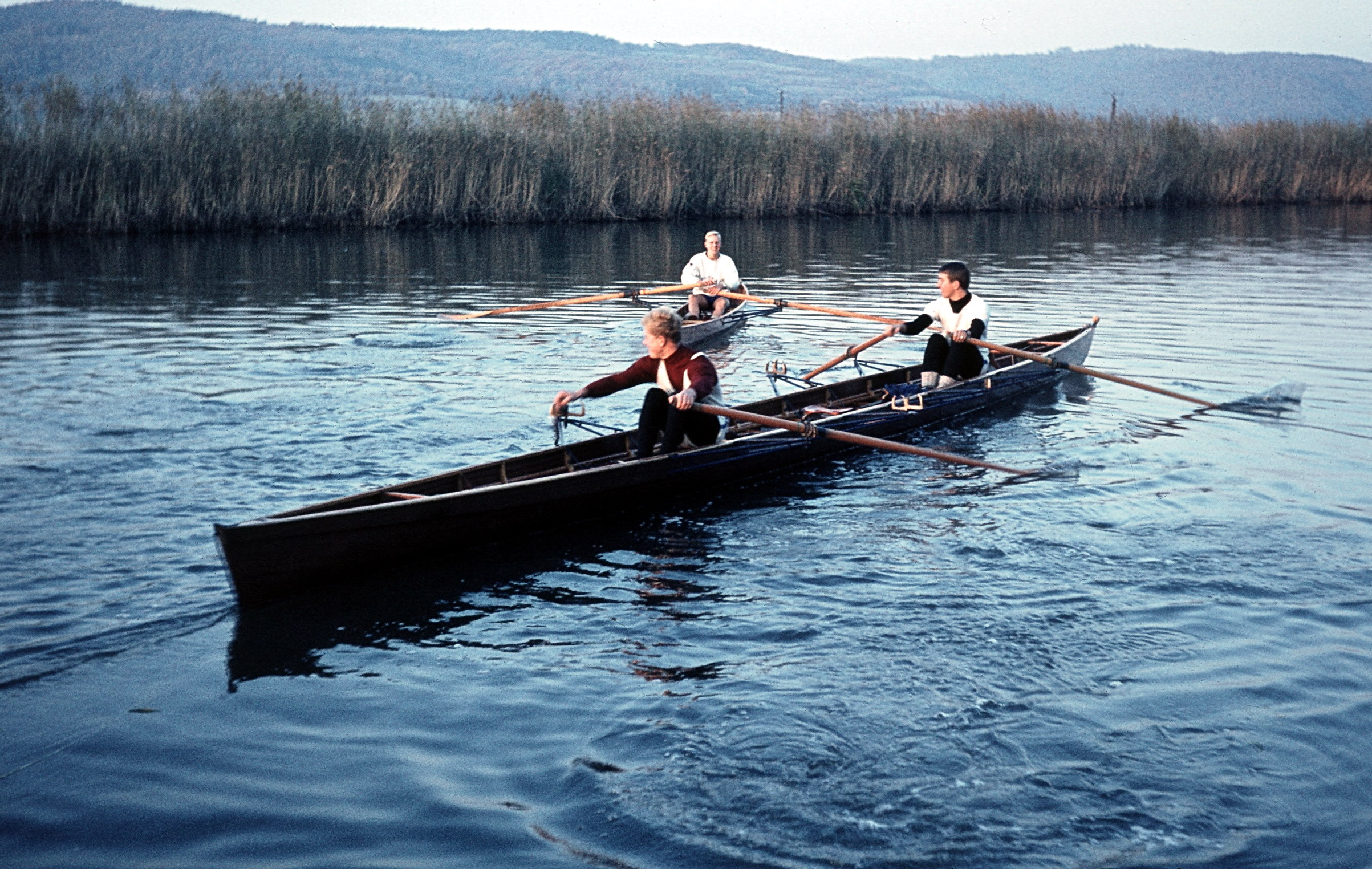
Gig-Boote auf der Werra, vorn: ein Gig-Vierer, Typ C (Sperrholz) in nicht klassischer Besetzung, hinten: ein Gig-Einer, Typ B (Klinker)

Das Gigruderboot (kurz die Gig) ist ein deutscher Ruderbootstyp für das Wanderrudern und die Ruderausbildung. Durch den Deutschen Ruderverband (DRV) wurden seit Beginn des 20. Jahrhunderts fünf verschiedene Untertypen definiert, die bis heute weit verbreitet sind und eine große Bedeutung im deutschen Rudersport haben. Außerhalb Deutschlands haben Gigruderboote keine Verbreitung gefunden.
Im Vergleich zu Rennruderbooten zeichnen sich Gigruderboote durch eine erhöhte Lagestabilität und Robustheit aus, sie sind gleichzeitig aber auch schwerer und langsamer.

## Beschreibung

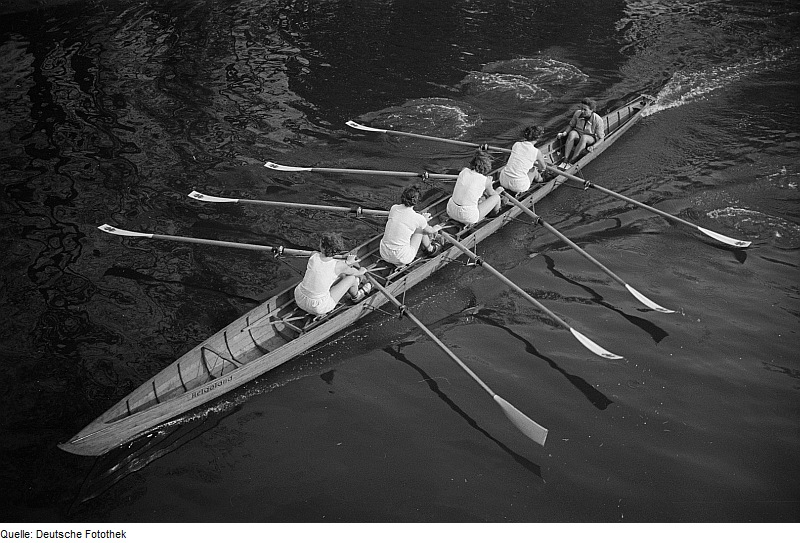
Gigruderboot (Vierer mit Steuermann) aus Holz in Plankenbauweise (Typ B) in Leipzig, 1953

In Gigruderbooten sitzen die Ruderer wie im Rudersport typisch hintereinander mit dem Blick entgegen der Fahrtrichtung. Typischerweise werden sie als Einer, Zweier, Dreier, Vierer oder Achter gebaut, seltener auch als Fünfer oder Sechser. Meist ist auch ein Steuermannsplatz vorhanden. Gigs haben ebenso wie Rennruderboote Ausleger mit Dollen, in die zur Nutzung Skulls oder Riemen eingelegt werden. Auch das Stemmbrett und der Rollsitz unterscheiden sich kaum von Rennruderbooten.

### Abgrenzung von Rennruderbooten
Ruderboote für den Rennrudersport sind darauf ausgelegt, hohe Bootsgeschwindigkeiten zu ermöglichen. Als Konsequenz sind sie mit verschiedenen Nachteilen behaftet: durch die schlechte Lagestabilität um die Längsachse sind sie schwierig zu rudern, insbesondere von Anfängern; durch ihr geringes Gewicht, die Konstruktionsweise und die verbauten Fertigungsmaterialien sind sie nicht robust gegen Stöße; durch ihre schmale Form bieten sie keinen Stauraum.
In allen Teilen der Welt existieren daher verschiedene Ruderbootstypen, die diese Nachteile auf Kosten der Bootsgeschwindigkeit vermeiden. In Deutschland hat der DRV fünf Gigboottypen (A bis E) definiert, wobei die Parameter Mindestgewicht, Breite an der Konstruktionswasserlinie und Bauweise der Bootshaut entscheidend sind. Von Rennruderbooten, die lediglich durch ein Mindestgewicht reglementiert sind, unterscheiden sich Gigruderboote auch äußerlich sehr deutlich:
- Gigruderboote haben typischerweise keine geschlossenen Luftkästen außerhalb des Mannschaftsraumes. Das Boot kann daher beim Wanderrudern über die gesamte Länge beladen werden. Für spezielle Zwecke bei hohem Wellengang können auch Gigruderboote mit geschlossenen Luftkästen ausgerüstet werden.
- Das Dollbord ist bei Gigruderbooten erheblich massiver ausgeprägt als bei Rennruderbooten. Es verläuft über die gesamte Länge des Bootes. Die Dolle ist dennoch nicht direkt auf dem Dollbord montiert, sondern auf Auslegern.
- Gigruderboote haben einen über die gesamte Bootslänge außen laufenden Kiel aus Holz, der häufig mit einer Metallkante versehen ist. Bei Rennruderbooten wird der Kiel innerhalb der Bootshaut verbaut oder seit einiger Zeit vollständig weggelassen, so dass er von außen nicht sichtbar ist. Anders als Rennruderboote haben Gigs auch keine Finne.
- Das Steuerruder ist am Heck des Gigruderbootes angebaut und jederzeit sichtbar. Rennruderboote haben dagegen ein Steuer vollständig unterhalb der Wasseroberfläche.

### Außenhaut und Fertigungsmaterialien
Gigruderboote wurden zunächst weitestgehend aus Holz gebaut, und der Bootsrumpf durch 12 oder 14 geklinkerte Holzplanken gebildet (Typen A und B). Dabei wurde vor allem Zedern- und Mahagoniholz genutzt. Auch wenn heute kaum neue Plankenruderboote gebaut werden, sind noch viele dieser Boote im Bestand der Vereine vorhanden und damit im Betrieb.
Zu Beginn wurde auf Betreiben des DRV die C-Gig eingeführt, nunmehr mit glatter Außenhaut. Dazu können ebenfalls hölzerne Werkstoffe verwendet werden (meist Zeder oder dünnes Sperrholz), oder kunststoffbasierte Materialien genutzt werden (CFK, GFK). Die Bootshaut wird dadurch erheblich robuster als bei geklinkerten Ruderbooten und gleichzeitig kann das Ruderboot leichter gebaut werden. D- und E-Gigs haben ebenfalls eine glatte Außenhaut aus Holz oder Kunststoff.
Der Innenausbau der Gigruderboote wird bis heute häufig aus Holz gebaut. Dazu werden oftmals Fichten-, Eschen- oder Buchenholz genutzt.
| Typ | Bootshaut                               |
| --- | --------------------------------------- |
| A   | Holz, geklinkert aus 12 oder 14 Planken |
| B   | Holz, geklinkert aus 12 oder 14 Planken |
| C   | Holz oder Kunststoff, glatte Schale     |
| D   | Holz oder Kunststoff, glatte Schale     |
| E   | Holz oder Kunststoff, glatte Schale     |

### Abmessungen und Bootsgewicht
Da die Gigruderboote vom Deutschen Ruderverband mit dem Ziel der Vereinheitlichung des Bootsparkes in Deutschland konzipiert wurden, existierte lange ein umfangreiches Reglement in den Ruderwettkampf-Regeln. Die Gigs waren deshalb deutlich stärker beschränkt als die im Spitzensport verwendeten Rennruderboote, für die lediglich ein Mindestgewicht zur Vermeidung eines Wettrüstens und zur Sicherheit existiert. Die Regeln für die Gigruderboote sind in der folgenden Tabelle aufgelistet, wobei heute nur noch die Werte für den Zweier, den Vierer und dem Achter vom C-Typ vorgeschrieben sind (in der nachfolgenden Tabelle durch Fettschrift hervorgehoben). In allen anderen Typen werden keine Regatten mehr gerudert. Die einstmals vorgeschriebenen Werte haben aber de facto weiterhin den Rang einer Norm und werden von Werften weiter genutzt. Eine Ausnahme stellt das Mindestgewicht dar, das durch die Nutzung moderner Fertigungswerkstoffe heute leicht verringert werden kann. Für den C-Typ wird das vorgeschriebene Mindestgewicht gelegentlich an den technologischen Fortschritt angepasst.
Die Gig-Typen A bis D sind relativ stromlinienförmig gebaut, so dass das Maß der Mindestbreite nur an einer Stelle knapp vor der Mitte des Bootsrumpfes erreicht wird. Zum Bug und zum Heck läuft das Boot zunehmend schmal zu. Zur Bestimmung der besten Laufform wurden regelmäßig Schlepptests vom DRV durchgeführt. Die E-Gig soll dagegen aus Gründen der Einfachheit eine konstante Breite im Bereich des Mannschaftsraumes aufweisen, was sich nachteilig auf das Laufverhalten auswirkt.
| Typ             | Länge über alles (Höchstmaß) | Breite über alles (Mindestmaß) | Breite an der KWL (Mindestmaß) | Tiefe (Mindestmaß) | Mindestgewicht |
| --------------- | ---------------------------- | ------------------------------ | ------------------------------ | ------------------ | -------------- |
| Einer           |                              |                                |                                |                    |                |
| A               | 6,50 m                       | 60 cm                          | 54 cm                          | 26 cm              | 30 kg          |
| B               | nicht bekannt                | nicht bekannt                  | nicht bekannt                  | nicht bekannt      | nicht bekannt  |
| C               | 7,00 m                       | 54 cm                          | 48 cm                          | 22 cm              | 24 kg          |
| D               | 6,50 m                       | 60 cm                          | 52 cm                          | 26 cm              | 24 kg          |
| E               | nicht bekannt                | nicht bekannt                  | nicht bekannt                  | nicht bekannt      | nicht bekannt  |
| Zweier mit Stm. |                              |                                |                                |                    |                |
| A               | 8,25 m                       | 90 cm                          | 75 cm                          | 33 cm              | 85 kg          |
| B               | 8,50 m                       | 78 cm                          | 65 cm                          | 32 cm              | 75 kg          |
| C               | 8,50 m a                     | 78 cm a                        | 65 cm a                        | 32 cm              | 60 kg a        |
| D               | 8,25 m                       | 90 cm                          | 75 cm                          | 33 cm              | 65 kg          |
| E               | nicht bekannt                | nicht bekannt                  | nicht bekannt                  | nicht bekannt      | nicht bekannt  |
| Vierer mit Stm. |                              |                                |                                |                    |                |
| A               | 10,50 m                      | 100 cm                         | 76 cm                          | 34 cm              | 110 kg         |
| B               | 11,00 m                      | 78 cm                          | 65 cm                          | 33 cm              | 100 kg         |
| C               | 11,00 m a                    | 78 cm a                        | 65 cm a                        | 33 cm              | 75 kg a        |
| D               | 10,50 m                      | 100 cm                         | 76 cm                          | 34 cm              | 90 kg          |
| E               | 11,00 m                      | 90 cm                          | 70 cm                          | 34 cm              | <90 kg         |
| Achter mit Stm. |                              |                                |                                |                    |                |
| A               | nicht bekannt                | nicht bekannt                  | nicht bekannt                  | nicht bekannt      | nicht bekannt  |
| B               | 17,50 m                      | 85 cm                          | 70 cm                          | 32 cm              | 185 kg         |
| C               | 17,50 m a                    | 85 cm a                        | 70 cm a                        | 32 cm              | 150 kg a       |
| D               | nicht bekannt                | nicht bekannt                  | nicht bekannt                  | nicht bekannt      | nicht bekannt  |
| E               | nicht bekannt                | nicht bekannt                  | nicht bekannt                  | nicht bekannt      | nicht bekannt  |

## Geschichtliche Entwicklung

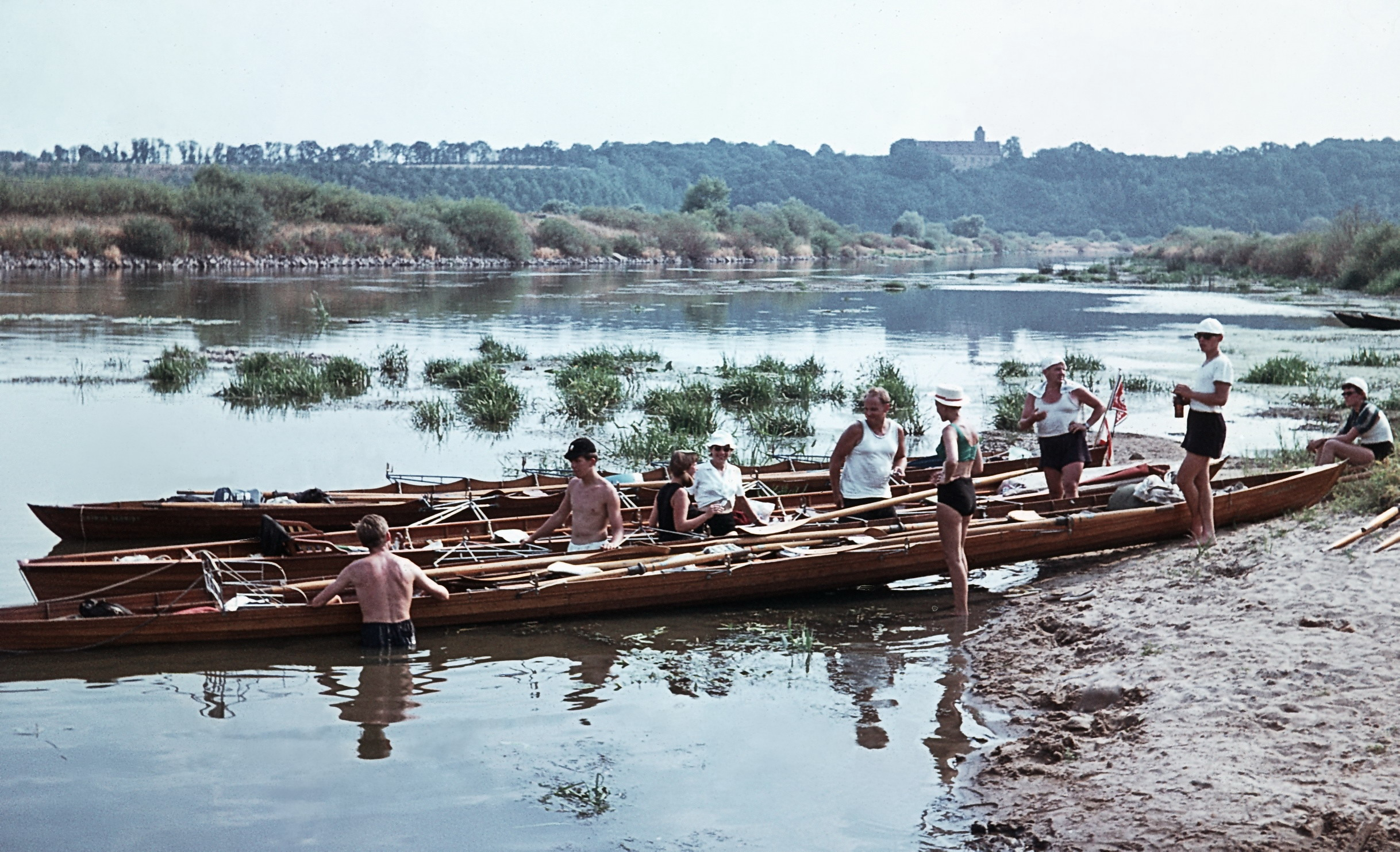
Gig-Ruderboote nach der Ausfahrt aus der Schleusenkammer, Main 1964

Die Entwicklung der Gigruderboote wurde ab ca. 1908 von Oskar Ruperti, der später auch DRV-Vorsitzender wurde, vorangetrieben. Nur wenige Jahre zuvor hatten in Deutschland die ersten Ruderbootswerften die Arbeit aufgenommen, so dass Ruderboote nicht mehr aus England importiert werden mussten. Nach der Gründung der „Technischen Kommission“ im DRV (später „Technischer Ausschuss“, TA) im Jahre 1910 wurde im darauf folgenden Jahr die A-Gig als für das Wanderrudern und die Ausbildung geeignetes Ruderboot spezifiziert. Das Boot geriet 1 Meter breit, was für den Einsatz in Wettkämpfen als zu träge empfunden wurde. Die Außenhaut entsprach mit der Plankenbauweise dem damaligen technischen Stand der Dinge. Bereits 1919 wurden B-Gigs erstmals von den Bootswerften Perdeß und Deutsch gebaut. Die Gesamtbreite lag mit 78 cm erheblich unter der der A-Gigs. Der TA legte allerdings erst im Jahr 1936 die detaillierten Normen zur Länge, Breite, Konstruktionswasserlinie, Tiefe und Gewicht der Boote fest, um eine weitere Vereinheitlichung zu erreichen.
Die C- und D-Gigs wurden nach dem Zweiten Weltkrieg entwickelt. Bootshüllen konnten nun auch aus leichtem formverleimtem Sperrholz ohne die Plankenbauweise hergestellt werden, was einen erheblichen Gewichts- und Reibungsvorteil versprach. Die C-Gig stellt daher bezüglich seiner Abmessungen das Pendant zur B-Gig dar, allerdings mit glatter Außenhaut. Die D-Gig orientiert sich an den Abmessungen der A-Gig, ebenfalls aber mit glatter Außenhaut.
Der Typ der E-Gig wurde zwischen 1987 und 1993 entwickelt. Er wurde als Kompromiss zwischen dem C- und D-Typ erdacht, um beim Wanderrudern mehr Gepäck als in der C-Gig mitnehmen zu können, ohne die Trägheit der D-Gig in Kauf nehmen zu müssen. Anders als bei den anderen Gig-Typen sollte die Bordwand im Mannschaftsraum durchgängig dieselbe Breite haben (90 cm), um beispielsweise Ausleger und Stemmbretter austauschbar gestalten zu können. Weil das allerdings zu äußerst schlechten Laufeigenschaften im Wasser führt, wird die konstante Breite nicht von allen als E-Gig bezeichneten Ruderbooten aufgewiesen. Die E-Gig ist heute ein reines Wanderruderboot.

## Nutzung

### Wanderrudern

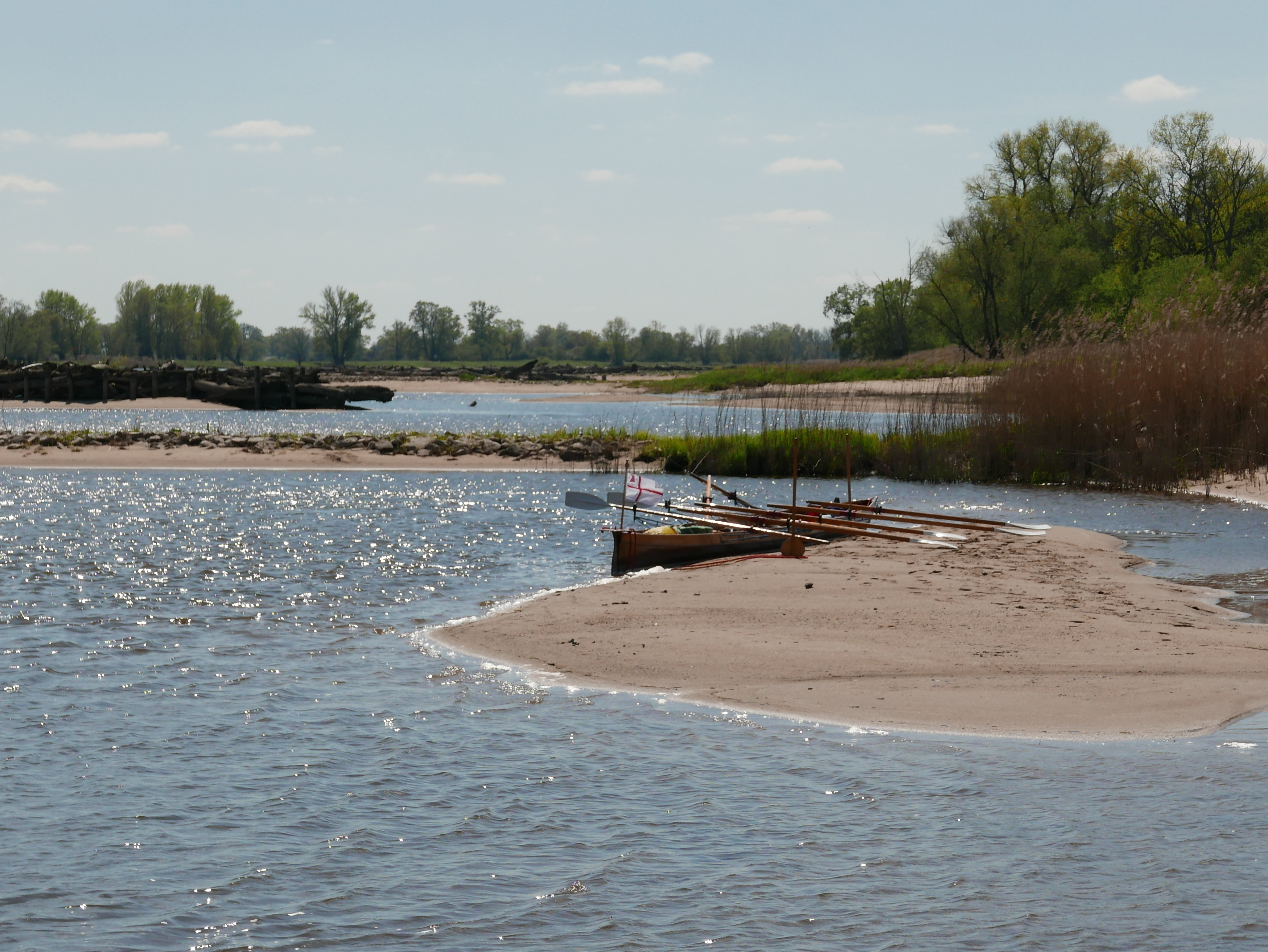
Pause auf einer Rudertour im Elbe-Havel-Dreieck

Beim Wanderrudern in Deutschland sind die Gigruderbootstypen die mit Abstand am häufigsten genutzten Ruderboote. Die Boote können auf speziellen Ruderbootsanhängern zum Startort einer Tour gebracht werden, um dann auf fremden Gewässern genutzt zu werden. Für den Transport werden die Ausleger und einige Komponenten des Innenausbaus vom Ruderboot entfernt. Bei einer sogenannten „Gepäcktour“ kann jegliches Gepäck im Gigruderboot verstaut werden, welches dadurch etwas tiefer als gewöhnlich ins Wasser eintaucht. In Pausen und nachts werden Gigruderboote häufig einfach auf einer Wiese oder auch einem asphaltierten Platz auf dem Kiel abgelegt, was mit Rennruderbooten nicht möglich ist. Auch das beim Wanderrudern häufige Passieren von Schleusen ist nur mit Gigs, nicht aber mit Rennbooten möglich.

### Anfängerausbildung
Rennruderboote sind durch ihren langen, schmalen und glatten Bootsrumpf äußerst lageinstabil. Insbesondere Anfänger haben damit große Schwierigkeiten und werden deshalb in vielen Vereinen zunächst im Gig-Doppelvierer mit Steuermann ausgebildet. Das Boot ist relativ lagestabil, verzeiht Ruderfehler und als Mannschaftsboot mit Steuermannsplatz ist es sehr gut für die ersten Rudereinheiten geeignet. Der Steuermann und Ausbilder kann dabei gut die Ruderbewegung anleiten und kontrollieren.

### Rennrudern

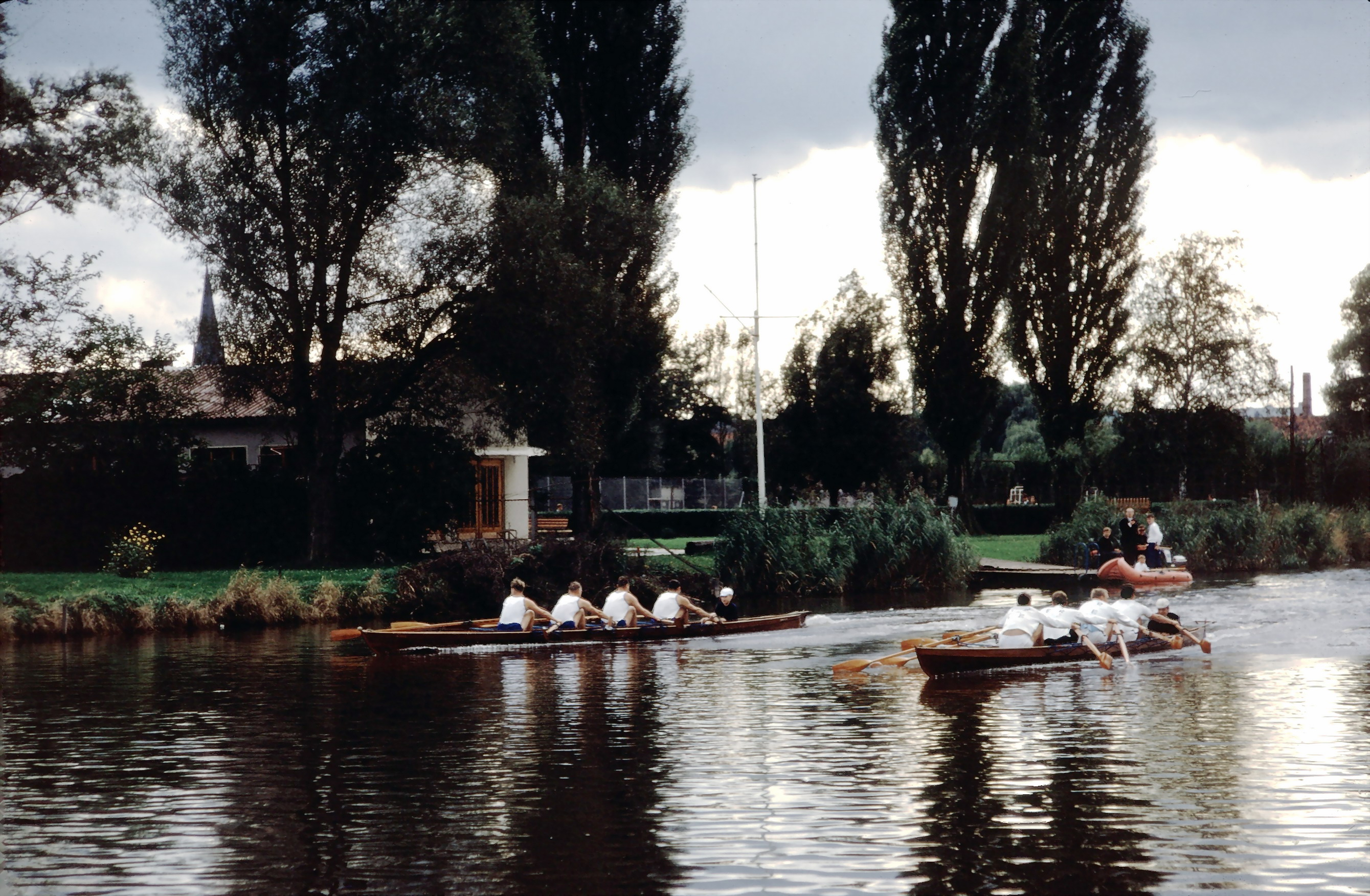
Abrudern 1966, Vereinsregatta Eschweger Ruderverein. Links ein Gig, Typ B (Klinker), rechts ein Gig, Typ C (Sperrholz)

Ursprünglich nicht für den Rennrudersport gebaut, werden Gigs doch seit langem für die Teilnahme an Ruderregatten genutzt. Heute spielt dabei nur noch der C-Typ eine Rolle, weshalb er als einziger noch in den „Ruderwettkampf-Regeln“ (RWR) des DRV reglementiert ist. Ruderrennen für Gigboote werden vom Regattaveranstalter ausdrücklich als solche ausgeschrieben, so dass alle am Rennen teilnehmenden Mannschaften den gleichen Bootstyp nutzen. Bei den meisten breitensportlich angehauchten Ruderregatten sowie im Schulrudern (Jugend trainiert für Olympia), Hochschulrudern und Mastersrudern sind häufig Gigrennen im Programm. Im Spitzensport dagegen sind Gigs nicht zu finden, dort werden sie auch nicht im Training genutzt.

## Weitere Varianten
Neben den herkömmlichen Gigruderbooten sind vom DRV auch sogenannte „Renngigs“ und „Seegigs“ (auch „Inrigger“ genannt) konzipiert worden, die allerdings eine erheblich geringere Bedeutung haben. 

### Renngig
Renngigs ähneln äußerlich in vielerlei Hinsicht den Rennruderbooten. Sie sind fast genauso schmal, mit verschlossenen Luftkästen an Bug und Heck ausgestattet und haben kein durchlaufendes Dollbord. Der Außenkiel von den Gigruderbooten ist allerdings auch an den Renngigs zu finden. 

### Seegig
Seegigs dagegen sind Ruderboote, die in Grenzen seetauglich sind und vor allem in Dänemark sehr beliebt sind. Sie sind ca. 1 m breit und werden ohne Ausleger gebaut, so dass die Dolle direkt auf dem Dollbord befestigt wird. Die Ruderer sitzen in der Seegig seitlich zueinander versetzt, damit der Dollenabstand beim Riemenrudern einen korrekten Wert annehmen kann.

### Abmessungen
Die vom DRV ehemals spezifizierten Abmessungen für Renn- und Seegigs können der folgenden Tabelle entnommen werden. Heute sind die Werte nirgendwo mehr reglementiert, allerdings haben sie de facto weiterhin den Status einer Norm. Einzig das vorgeschriebene Mindestgewicht wird heute nicht mehr eingehalten, da es durch die Nutzung moderner Fertigungswerkstoffe sehr einfach deutlich unterboten werden kann.
| Typ             | Länge über alles (Höchstmaß) | Breite über alles (Mindestmaß) | Breite an der KWL (Mindestmaß) | Tiefe (Mindestmaß) | Mindestgewicht |
| --------------- | ---------------------------- | ------------------------------ | ------------------------------ | ------------------ | -------------- |
| Renngig         |                              |                                |                                |                    |                |
| Einer           | 7,50 m                       | 35 cm                          | –                              | 15 cm              | 20 kg          |
| Vierer mit Stm. | 12,50 m                      | 60 cm                          | 56 cm                          | 21 cm              | 80 kg          |
| Achter mit Stm. | 17,50 m                      | 70 cm                          | 66 cm                          | 22 cm              | 120 kg         |
| Seegig/Inrigger |                              |                                |                                |                    |                |
| Zweier mit Stm. | 8,50 m                       | 100 cm                         | 75 cm                          | 35 cm              | 60 kg          |
| Vierer mit Stm. | 10,50 m                      | 105 cm                         | 80 cm                          | 38 cm              | 90 kg          |

## Sprache
Das Wort „Gig“ ist der Seemannssprache entliehen, wo leichte Beiboote für den Kapitän als Gig bezeichnet werden. Typischerweise wird das Wort mit femininem Genus verwendet („die Gig“), seltener auch mit neutralem Genus („das Gig“).